# حديث منكر
الحديث المنكر هو الحديث الذي رواه راو ضعيف مخالفا به ما رواه الثقة، بعبارة أخري فالحديث المنكر هو الحديث الذي في إسناده راو فحش غلطه، أو كثرت غفلته، أو ظهر فسقه، وهو يختلف عن الحديث الشاذ في أن الحديث الشاذ يرويه راو ثقة مخالفا به ما رواه من هو أوثق منه، فكل من المنكر والشاذ يشتركان في المخالفة، ويفترقان في أن راوي الحديث الشاذ مقبول، أما راوي الحديث المنكر ضعيف غير مقبول.

## مثله
وهذا حديث منكر، تفرد به أبو زكير، وهو شيخ صالح، أخرج له مسلم في المتابعات، غير أنه لم يبلغ مبلغ من يحتمل تفرده

## حكمه
الحديث المنكر من أنواع الحديث الضعيف جدا، ويأتي في شدة الضعف بعد مرتبة الحديث المتروك.